# Житово
Житово је насељено мјесто у општини Ново Горажде, Република Српска, БиХ.

## Становништво
| Демографија | Демографија | Демографија |
| Година      | Становника  | Становника  |
| ----------- | ----------- | ----------- |
| 1971.       | 44          |             |
| 1981.       | 29          |             |
| 1991.       | 15          |             |